# Таволжанка (Грязи)
Таволжа́нка — упразднённое село Грязинского района в Липецкой области России, вошедшее в в 1938 году в черту города Грязи. Малая родина Героя Советского Союза И. В. Шкатова.

## Топоним
Название селу дала географическая доминанта — река. А её имя произошло, вероятно, от кустарникового растения таволга, растущего в речных долинах, по сырым (заливным) лугам.

## География
Таволжанка — западный въезд в город Грязи.
В центре протекает река Таволжанка.

## История
Селение известно с XVI века; оно неоднократно подвергалось монголо-татарским набегам. В XVII веке деревня Таволжанка входила в Романовский уезд (центр — город Романов, ныне Ленино). В 1779 году Таволжанка была центром Таволжанской волости, куда входила соседняя Казинка.
В 1848 году в селе построили Казанскую церковь.
4 декабря 1938 года рабочий поселок Грязи стал городом. Тогда в его состав вошло село Таволжанка.
При строительстве Матырского водохранилища большое количество жителей было переселено с берегов Матыры ближе к станции Грязи-Орловские.

## Известные уроженцы
В селе в 1918 году родился Герой Советского Союза И. В. Шкатов.

## Инфраструктура
Личное подсобное хозяйство с зоной сельскохозяйственного использования, индивидуальная застройка усадебного типа.
Действует территория Особая экономическая зона промышленно-производственного типа Липецк.

## Достопримечательности
В мае 1966 года в Таволжанке был открыт памятник воинам, которые умерли от ран в местном госпитале (он был в школе № 54, ныне № 10).
В 2007 году на доме № 10 по улице Тельмана, где родился и вырос И. В. Шкатов, установлена мемориальная доска.

## Транспорт
Находится на Грязинском шоссе. У южной границы находится станция Грязи-Орловские.